# Ballantine's Championship
Le Ballantine's Championship est un tournoi annuel de golf. Il est co-sanctionné par le Tour européen et l'Asian Tour. Il s'agit du premier tournoi du circuit européen se déroulant en Corée du Sud. 
De 2008 à 2010, les éditions se sont disputées sur le Pinx Golf Club. Depuis 2011, le Blackston Golf Club accueille la compétition.

## Palmarès
| Année                               | Vainqueur                           | Pays                                | Score                               |
| The Championship at Laguna National | The Championship at Laguna National | The Championship at Laguna National | The Championship at Laguna National |
| ----------------------------------- | ----------------------------------- | ----------------------------------- | ----------------------------------- |
| 2014                                | Felipe Aguilar                      | Chili                               | 266 (–22)                           |
| Ballantine's Championship           |                                     |                                     |                                     |
| 2013                                | Brett Rumford                       | Australie                           | 277 (–11)PO                         |
| 2012                                | Bernd Wiesberger                    | Autriche                            | 270 (–18)                           |
| 2011                                | Lee Westwood                        | Angleterre                          | 276 (–12)                           |
| 2010                                | Marcus Fraser                       | Australie                           | 204 (–12)*                          |
| 2009                                | Thongchai Jaidee                    | Thaïlande                           | 284 (–4)PO                          |
| 2008                                | Graeme McDowell                     | Irlande du Nord                     | 264 (–24)PO                         |

*Réduit à 54 trous en raison des conditions météorologiques.